# 転転々
『転転々』（てんてんてん）は、ヒカシューの11枚目のアルバム。2009年12月20日にMAKIGAMI RECORDSより発売。
2006年の『転々』と同じく即興で演奏されているが、全てが即興ではないという。そして、『転々』の続編という立ち位置である。テーマは「ゆらぎと曖昧」。録音はニューヨーク。歌詞カードはイソノヨウコのイラスト。

## 収録曲
全作詩:巻上公一
1. ニコセロン (Nikoseron)
  - 作曲:巻上公一
2. 事態は絶対 (The situation is absolute.) (inst)
  - 作曲:ヒカシュー
3. 外ではほらきみが降ってる (Outside,I see you falling)
  - 作曲:巻上公一
4. 真夜中の猫歩き (like the cat at midnight)    (inst)
  - 作曲:ヒカシュー
5. 入出力(I/0)
  - 作曲:ヒカシュー
6. 声はまだ泡の中にある (The voice is still in the bubble.)
  - 作曲:ヒカシュー
7. ユウトリウス (Utorius)
  - 作曲:巻上公一
8. 波の並々 (Be far from the ordinary waves)
  - 作曲:ヒカシュー
9. 玄関模様 (State of door)
  - 作曲:ヒカシュー
10. 名もないところに前進だ (March toward the place with no name)
  - 作曲:ヒカシュー
11. 転ずる力 (Power of changing) (inst)
  - 作曲:ヒカシュー
12. 曖昧な構成 (Vague composition)
  - 作曲:巻上公一・清水一登
13. 折り紙の服 (Origami clothes)
  - 作曲:巻上公一
14. 再生力 (Regenerative power)(inst)
  - 作曲:ヒカシュー
15. ニコセロン（part2）(Nikoseron part 2)
  - 作曲:巻上公一

## 参加ミュージシャン
- 巻上公一 -ボーカル(#2、4、11、14以外)、テルミン、コルネット、口琴(#8)
- 三田超人 -ギター、サンプラー
- 坂出雅海 -ベース、エフェクト
- 清水一登 -ピアノ、シンセサイザー、バスクラリネット
- 佐藤正治 -ドラムス、ボイス、パーカッション